# Toxicogenómica
La toxicogenómica surge de la relación entre la toxicología y la genómica. Se trata de una nueva área científica que estudia la respuesta genómica de los organismos expuestos a agentes químicos como, fármacos, aditivos alimentarios, contaminantes ambientales, etc.
Permite aplicar el conocimiento sobre la expresión de los genes y proteínas en el estudio de los efectos que producen los agentes químicos sobre sistemas biológicos y, por tanto, su posterior aplicación en la evaluación de riesgos.
La toxicogenómica utiliza tecnologías de genómica y proteómica en los estudios de toxicidad. La genómica nos permite analizar patrones de expresión de genes a partir de los cuales podemos detectar cambios que influyan o predigan la toxicidad del agente, mientras que la proteómica nos permite estudiar la estructura y función de las proteínas, así como su interacción y trabajo en el interior de las células.
Paralelamente a la farmacogenética, la toxicogenética se está desarrollando con gran fuerza gracias a nuevas tecnologías como el “microarray” que permiten evaluar masivamente los cambios en la expresión génica. Se basa en el estudio de la variabilidad clínica en la respuesta a los xenobióticos, debido a la participación de determinados genes con polimorfismos, y que a menudo refleja diferencias en la actividad de enzimas biotransformadoras, de las proteínas transportadoras y de los receptores. 
Esta ciencia combina la información de los estudios a escala genómica (perfiles de expresión de ARNm), a escala proteómica (perfiles proteicos globales, tanto celulares como tisulares), de la susceptibilidad genética y de los modelos computacionales, para comprender el papel de las interacciones gen-ambiente y tratar de mejorar la comprensión sobre las bases biológicas de respuesta a tóxicos, así como, mejorar la caracterización de la toxicidad y conseguir una evaluación del riesgo más predictiva.

## Aplicaciones de la toxicogenómica
La toxicogenómica puede aportar información sobre los mecanismos de toxicidad de los compuestos, que puede conducir al descubrimiento y desarrollo de nuevos biomarcadores y nuevas dianas con sus correspondientes opciones terapéuticas. En el área de la farmacología clínica, el descubrimiento de nuevos polimorfismos genéticos en las enzimas responsables del metabolismo de los medicamentos y xenobióticos pueden ayudar a comprender la susceptibilidad de los distintos individuos a la acción farmacodinámica de las drogas, a sus efectos tóxicos y a identificar a los pacientes que mejor responderán a un tratamiento y que tendrán menos susceptibilidad a sus efectos adversos.
Actualmente, los profesionales de la Toxicología tienen puestas grandes expectativas en el uso de la toxicogenómica como medio para mejorar el conocimiento de los efectos tóxicos de las sustancias, mediante: 
- Caracterización exhaustiva de los mecanismos de acción toxicológicos de los compuestos.
- Clasificación de los tóxicos en función del perfil de los transcritos genómicos.
- La identificación de subpoblaciones de individuos predispuestos genéticamente a padecer o resistir los efectos tóxicos.[4]

Estos puntos permitirán agilizar y/o hacer más predictiva la evaluación del riesgo y la gestión de los tóxicos.
Se podrán implementar programas de vigilancia en humanos y en animales, donde se sospeche exposición o contaminación y permitirá detectar la exposición antes de la manifestación de síntomas fisiopatológicos.
Un ejemplo de aplicación de la toxicogenómica es la utilización de “chips” de ADN en vez de animales para realizar pruebas de toxicidad. De las 80.000 sustancias químicas que forman parte de la vida diaria, la mayoría no han sido sometida a pruebas para detectar posibles efectos perjudiciales, un nuevo método basado en el estudio de genes con chips de ADN presenta una alternativa más rápida, barata y precisa que la experimentación con animales para probar medicamentos, alimentos, aditivos o cosméticos, además lo que sucede en animales no siempre corresponde con lo que ocurre en las personas. En el nuevo método, unos chips especiales de ADN se utilizan para ver qué genes se activan o desactivan mientras el animal o las células reaccionan. Este patrón de actividad génica debería indicar si la sustancia química es tóxica, de la misma forma que las huellas de ADN se utilizan para juzgar la culpabilidad o inocencia de los sospechosos criminales. Aun así, los expertos consideran que las pruebas tradicionales en animales seguirán siendo necesarias en algunos casos complementando a las nuevas.

## Bases de datos
Existen varias bases de datos, donde podemos encontrar interacciones entre sustancias químicas y genes de varios organismos que tienen como objetivo entender mejor la manera en que las sustancias químicas afectan la salud humana. Entre las que podemos encontrar la Base de Datos Comparativa Toxicogenómica (CTD) y su portal de Internet, preparados por el Laboratorio de Biología "Mount Desert Island” y mantenida por el Departamento de Ciencias Biológicas de la Universidad Estatal de Carolina del Norte. Esta base integra diferentes interacciones químico-genético, asociaciones gen-enfermedad, químico-fenotipo y asociaciones de enfermedades químicas, las cuales se clasifican estadísticamente y son utilizadas por diferentes profesionales para generar y verificar hipótesis sobre los mecanismos toxicogenómicos y su relación con la salud humana.